# Canadair CT-114 Tutor
Canadair CT-114 Tutor (mã công ty CL-41) là một loại máy bay huấn luyện/cường kích phản lực tiêu chuẩn của Không quân Hoàng gia Canada (RCAF), và sau này là Canadian Forces. Nó được sử dụng từ đầu thập niên 1960 tới năm 2000. Do hãng Canadair thiết kế chế tạo.

## Biến thể
CL-41
CL-41A
CL-41G
CL-41R

## Quốc gia sử dụng
Canada
- Không quân Hoàng gia Canada (CT-114 Tutor)
  - Đội biểu diễn Golden Centennaires
- Lực lượng Vũ trang Canada
  - Trường huấn luyện phi công lực lượng vũ trang Canada 2
  - Phi đội trình diễn hàng không 431 (đội biểu diễn "Snowbirds")

 Malaysia
- Không quân Hoàng gia Malaysia

## Tính năng kỹ chiến thuật (CL-41A - CT-114)
Dữ liệu lấy từ Macdonald Aircraft Handbook
Đặc điểm tổng quát
- Tổ lái: 2
- Chiều dài: 32 ft 0 in (9,75 m)
- Sải cánh: 36 ft 4 in (11,07 m)
- Chiều cao: 9 ft 4.5 in (2,86 m)
- Diện tích cánh: 220 sq ft (20,44 sq m)
- Trọng lượng rỗng: 4.840 lb (2.195 kg)
- Trọng lượng có tải: 7.348 lb (3.333 kg)
- Trọng lượng cất cánh tối đa: 11.000 lb (5.000 kg)
- Động cơ: 1 × Orenda J85-CAN-40 kiểu turbojet, 2.650 lbf (11,8 kN)

 Hiệu suất bay 
- Vận tốc cực đại: 486 mph (782 km/h)
- Tầm bay: 944 dặm (1.520 km)
- Trần bay: 44.500 ft (13.560 m)
- Vận tốc leo cao: 4.220 ft/phút (21,4 m/s)

Trang bị vũ khí

CL114 mang thùng nhiên liệu phụ